# Stora Kornö
Stora Kornö, ibland bara Kornö, är en ö i Lysekils kommun, Bohuslän. Den är belägen i den yttre skärgården, 1,5 sjömil eller 2,7 km nordväst om Lysekil. Ön angränsar till Lilla Kornö, en mindre ö nordväst om Stora Kornö. Landskapet består av granithällar runt smala sprickdalar med gräsytor som tidigare nyttjats för odling och bete. Ön är endast säsongsbebodd, ägs av en förening och är till stora delar privatunderhållen.

## Historia
Stora Kornö påbörjades i slutet av 1500-talet som ett tillfälligt fiskeläge, och har varit bosatt sedan 1600-talet, med skriftligt bevis på tillfälliga bosättningar från och med slutet av 1500-talet, samt fysiska lämningar av människor dessförinnan. Under den så kallade Stora Sillperioden (1747–1809) tätnade bebyggelsen på ön och ett eget samhälle växte fram. Fram till denna punkt var invånarna strandsittare och betalade skatt till markägaren i Lyse. År 1743 köpte fyra familjer loss halva ön. Den andra halvan köptes loss 1830. På grund av överflödet av sill anlades flera trankokerier vid 1700-talets mitt, både på Stora Kornö och angränsande Lilla Kornö. År 1791 uppfördes ett trankokeri vid Lilla Smalsund, beläget och medvetet uppfört där på grund av dess läge nära Lilla Kornö. År 1799 invigdes ett trankokeri och salteri vid Håskär, strax öster om samhället och på öns nordöstra spets. Sillfisket och kokerierna stod för en stor del av lokalekonomin, men i och med att sillperioden tog slut runt 1800-talets början ändrades det lokala yrkeslivet. Fisket flyttade längre ut till havs, och många började bedriva fraktfart med segelskutor. Som mest fanns det mellan 10 och 12 skutor. Småskaligt jordbruk, som främst nyttjade ängsmark till foder för betesdjur, bedrevs även i dalgångarna på ön. Markerna brukades samfällt fram till 1849, då ägandet delades upp mellan brukarna. Vid det laget bodde 13 familjer på ön.
Sedan 1970-talet har ön endast varit säsongsbebodd. På sydligaste delen av ön har ett naturreservat, Kalven på Kornö, inrättats.

### Fraktfart och slutet på sillperioderna
Folkmängden på ön fluktuerade kraftigt mellan sillperioderna, och under den sista sillperioden vid förra sekelskiftet ökade återigen befolkningen markant. År 1897 bodde 140 personer på Stora Kornö. Fraktfarten i kombination med en sillperiod på slutet av 1800-talet ledde till så pass stora vinster och ekonomiskt välstånd att nya hus byggdes, och att redan existerande hus blev ombyggda. De allra flesta av de tidigare enkla envåningshusen blev i stället ersatta av dubbelhus. På grund av detta domineras i dag öns arkitektur av stilar från sekelskiftet 1900. Likt de flesta fiskelägen i Bohuslän är bebyggelsen tät, och gatunätet har successivt utvecklats genom det sätt på vilket man valde att använda hävdade stigar, samt prång och gränder mellan husen. 
De flesta hus är dubbelhus, byggda mellan 1890 och 1920. Sjöbodarna är de äldsta strukturerna på ön, daterade till 1600-talet och framåt. Fler sjöbodar byggdes då den nya sillperioden i slutet av 1800-talet ökade behovet av fiskeredskap, och i sin tur sjöbodar att förvara dessa i. I mitten av 1930-talet byggdes den så kallade Nya Skolan, som var aktiv i 20 år och lades ner år 1955, då det beslutades att skolgången skulle ske i Lysekil. År 1932 byggdes piren och hamnen. Det sista nya huset för fastboende byggdes i mitten av 1940-talet. En telefonlinje till ön etablerades redan 1907, och elektricitet i december 1946. År 1961 hade ön 63 röstberättigade invånare, men sedan början av 1970-talet har ön inte längre några fastboende. I takt med avfolkningen lades den sista helårsöppna affären ner på 1960-talet.

### Modern tid
I modern tid är Stora Kornö en ö med ett samhälle anpassat efter säsongsboendet. Boende sköter underhåll på ön, driver hamnen, och ordnar aktiviteter genom två föreningar. Hamnen består i dag även av en gästhamn som tillgodoser besökare, då båttrafik är det enda sättet att ta sig till ön. Boende på ön underhåller ön och ger ut en lokaltidning genom Föreningen Stora Kornö, en gemensam förening grundad 2011. Friluftsfrämjandet anordnar lokala aktiviteter såsom seglarläger sedan 1965, och driver även en kiosk på sommaren. År 2015 tog Länsstyrelsen Västra Götaland fram förslaget att bilda ett naturreservat på den sydligaste spetsen av Stora Kornö. Detta i och med att Fortifikationsverket fick beviljat att sälja fastigheten till Lysekils kommun, under villkoret att ett naturreservat bildas. Den 21 mars 2016 blev den sydligaste delen av ön, ofta kallad för "Kalven", ett naturreservat. Detta inkluderar både det nu begravda militära området, samt strandgrottan Klingkyrka. År 2017 var Stora Kornö en av de platserna där kontroller för råolja utfördes efter en läcka från en oljetanker i Kattegatt. Olja påträffades då på andra håll i Lysekils kommun. Samma år beslutades att Stora och Lilla Kornö skulle få kommunalt vatten och avlopp år 2018. Processen förlängdes, men år 2022 är både vatten och avlopp fullt fungerande på ön.

## Geografi

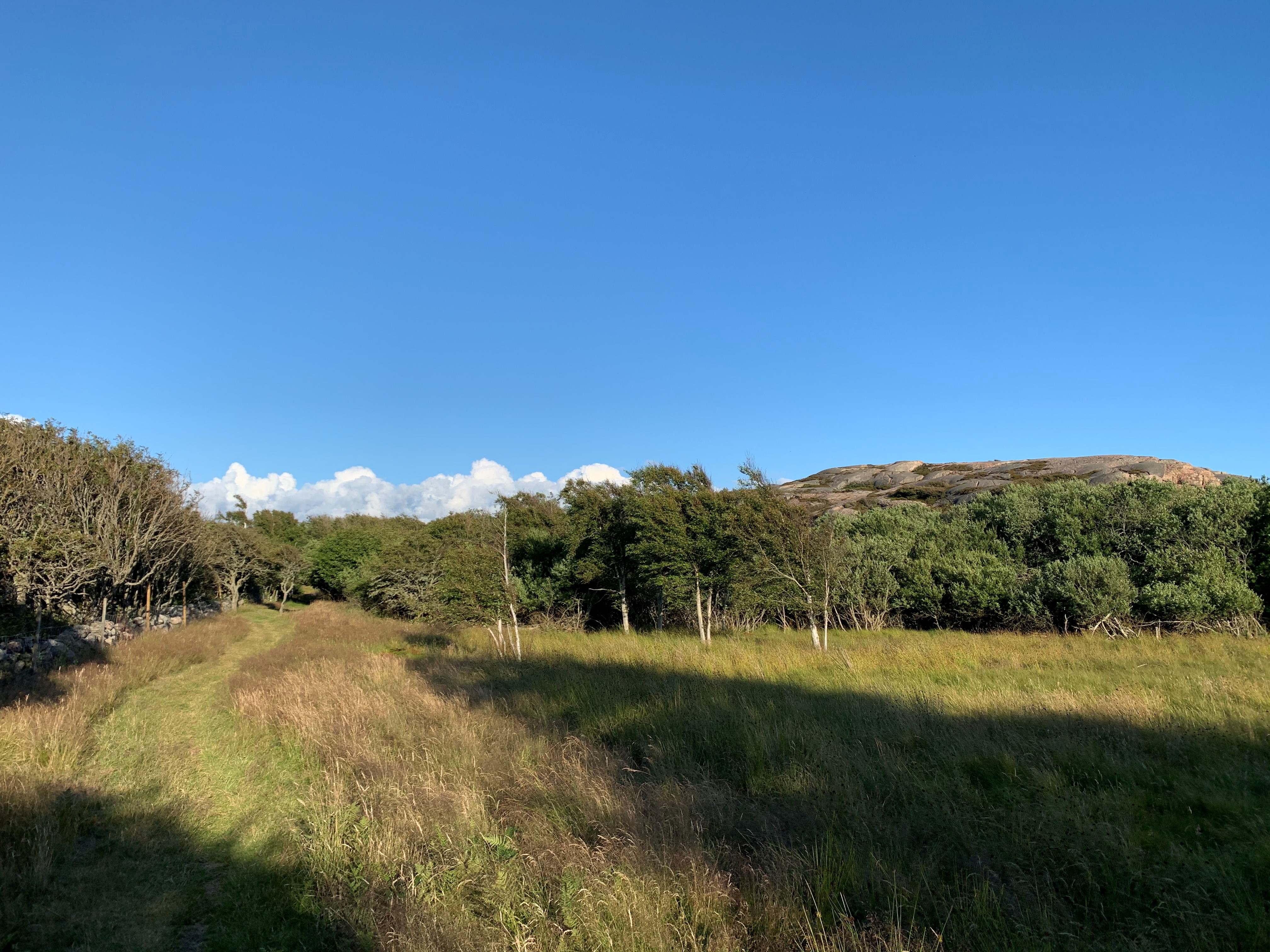
Landskapet på Stora Kornö växlar mellan granithällar och sprickdalar med öppna fält. I dag används fårbete för att reglera tillväxten av sly och snår.

Stora Kornö är belägen i ytterskärgården i Skagerrak, cirka 1,8 km från Lysekil, och cirka 3 kilometer från Bohus Malmön. Ön angränsar genom sundet Smalsund till den mindre Lilla Kornö. Stora Kornö är 1,24 kvadratkilometer stor, och består främst av granithällar. Landskapsblomman för Bohuslän, kaprifol, samt strandkål, växer vilt på ön. Ön har även många sällsynta växtarter, däribland den fridlysta Strandvallmon av släktet Glaucium. Större växtätande däggdjur som harar och rådjur vandrar fritt, medan berguven jagar småvilt. Söder om ön finns även en sälkoloni på Breviks skär. På öns västra sida finns öppna gräsplättar. En större sprickdal går från öns norra del, och sprider ut sig på den södra delen av ön. Genom denna dal går även en stig som ansluter samhället till resten av ön. Dessa gräslandskap brukades för odling och som betesmarker för både kor och höns. De ägdes gemensamt fram till 1847–1849, då en lagändring genomfördes och ägandet delades upp mellan de olika brukarna.
I modern tid finns här i stället en inhägnad fårhage. Fåren fraktas till ön varje sommar för att tygla älggräset och förebygga uppkomsten av sly. På öns västra och södra delar ligger även fält med klappersten. Asfalterade gångvägar går genom samhället. Utanför samhället korsar skogsstigar ön. Inga motorfordon får vistas på ön, i kontrast till närliggande Bohus Malmön. En stor stig går från fiskeläget i norr till en större strand på öns södra del, och en annan stig leder till öns nordöstra del och en mindre sandstrand. Öns högsta berg, som heter "Kalven", omfattar öns södra spets. Ett större skär söder om Stora Kornö kallas dock för "Kornö kalv". Berget Kalven är sedan 2016 ett naturreservat, med planerad infrastruktur från länsstyrelsen för att underlätta för turister. Inom naturreservatet finns även Klingkyrka, en grotta vid ett stort klapperstensfält. Den korta grottan formades när inlandsisen drog sig tillbaka för cirka tiotusen år sedan och dess unika form har gjort den till ett turistmål. Vid grottan finns även ett registrerat gravröse.

Detaljerad karta över Stora Kornö.

## Ekonomi
Ekonomin på Stora Kornö har historiskt sett kretsat kring fiske, framför allt sillfiske. Likt Saltö och Malmön flyttade folk ut till fiskelägena belägna på öar i ytterskärgården då sillen rörde sig mellan öarna. Eftersom det fanns så stora mängder sill började man även konstruera och driva trankokerier, som utvann tran, en olja som användes bland annat som lampolja, smörjmedel, ingrediens i kosmetiska produkter och för att tillverka tvål. Sillsalterier anlades också. Både trankokerier och salterier etablerades på Stora Kornö år 1791 samt 1798. I slutet av 1800-talet flyttade fisket allt längre ut, sillen fanns i mindre mängd, och dessa mindre fiskelägen tappade den geografiska fördel som de förut haft. I stället skiftade ekonomin från fiske till fraktfart. Segelskutorna fick motorer kring 1920-talet, och som mest fanns mellan 10 och 12 segelskutor. För att kunna ta emot dessa större skutor och båtar byggdes hamnen och piren år 1932.
I takt med att handeln i Sverige och Europa blev allt mer globaliserad sjönk efterfrågan på svensk fisk. Fisket blev mer effektiviserat och bedrevs i stället längre ut till havs och på större båtar med mindre besättningar. Fiske bedrivet av de fast boende på Stora Kornö var vid slutet av 1970-talet obefintligt, då ön vid det laget blev säsongsbebodd. I modern tid används fortfarande områden runt Stora Kornö för fiske, men fisket bedrivs inte av boende på ön. Till skillnad från Saltö som blev helt avfolkat, fanns det många familjer som hade kopplingar till ön. På så sätt blev i stället Stora Kornö en säsongsbebodd semesterort. Ekonomin på ön reflekterar detta och är i dag befintlig endast på sommarhalvåret. En kiosk och seglarskola drivs båda av Friluftsfrämjandet. Gästhamnen som drivs av föreningen Stora Kornö utgör det lokala näringslivet på ön.

## Kultur
Kulturen på Stora Kornö har präglats av självhushållning och fiske, som var den huvudsakliga inkomstkällan för invånarna på ön. Samhällena på Kornöarna beslutades år 1987 vara ett riksintresse för kulturmiljövården. Flera gemensamma aktiviteter anordnas av den lokala föreningen, såsom påskfirande, midsommarfirande, hamnfest och en årlig fotbollsturnering. År 2002 användes Stora Kornö som inspelningsplats för filmatiseringen av ungdomsromanen En ö i havet, av Annika Thor.

### Arkitektur
Arkitekturen på Stora Kornö är relativt homogen, och bebyggelsen har påverkats kraftigt av tillgången på resurser och de livsvillkor som gällde på ön. De äldsta byggnaderna på ön är de timrade sjöbodarna i hamnen, nedanför fiskeläget. Den äldsta är från 1600-talet. En av sjöbodarna är från Bohus Malmön. De äldsta var timrade med taktäckning av både brädor, torv, och tång. På grund av den täta bebyggelsen på Stora Kornö har vägarna ut till bryggorna ofta gått rakt igenom flera sjöbodar. 

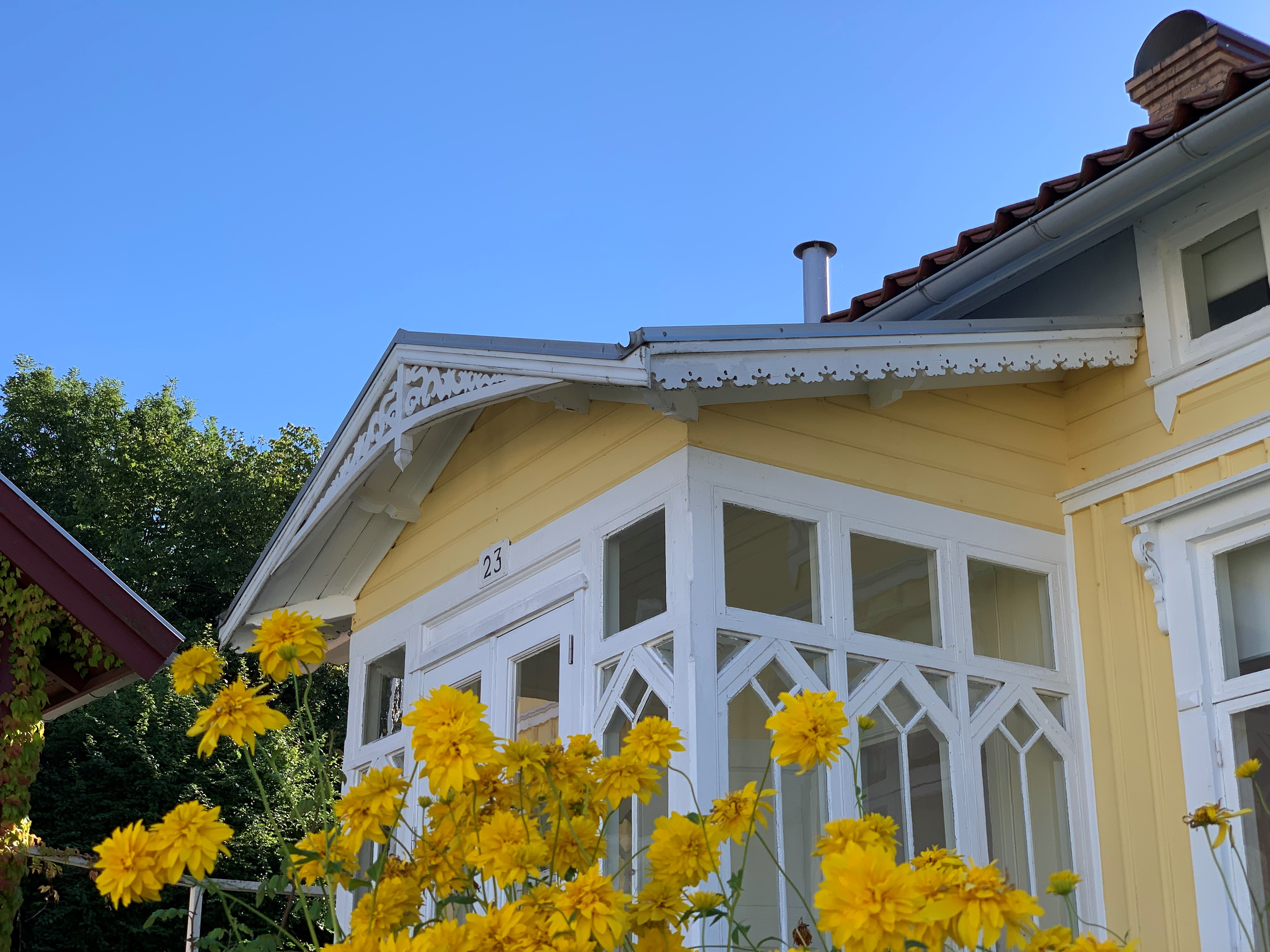
Ett exempel på den snickarglädjen som blev populär för de nya husen kring förra sekelskiftet.

Den vanligaste hustypen i fiskeläget var den så kallade enkelstugan. Dessa enkelstugor har varit populära i Bohuslän sedan 1700-talet, men deras popularitet sjönk vid mitten av 1800-talet. Husen i fiskeläget var av enklare slag fram till perioden mellan 1890- och 1920-talen, då flera byggdes om till dubbelhus och ytterligare hus byggdes. Dessa dubbelhus ägdes ofta av kaptener och skutskeppare, och blev därför benämnda kaptenshus. Husen kunde också ha många fönster, som vid den tiden ansågs vara en statussymbol. De hade också en farstu. De äldre dubbelhusen anses ha utvecklats från enkelhusen, då enkelhusets tillbyggnad, snedtäckan, från början byggdes med en full takhöjd.
De yngre dubbelhusen från slutet av 1800-talet fick i stället en mer kvadratisk planlösning med lika stora rum. Höjden på husen utökades och fick därför större vindsvåningar. Taken konstruerades för att vara mer utskjutande, och de låga fönsterna under taksprånget, sidliggarna, är typiska för de yngre. Arkitekturen på dessa hus är mer dekorativ och i sekelskiftesstil. Efter sekelskiftet dök fler hustyper upp, och man började i stället att använda plank i stommen på husen. Takkupor blev också vanliga. På Stora Kornö finns 23 enkelhus, 26 dubbelhus, och 20 hus av annan modell. Tio av de sistnämnda är 1900-tals hus med brutet tak. Endast 5 hus har byggts före 1850-talet.

## Militär närvaro
På Stora Kornös södra spets, "Kalven", fanns det tidigare ett kustartilleribatteri 7.5/57 av delserie 2. Batteriet bestod av tre pjäser. Det färdigställdes 1970, utgick ur organisationen 1997 och revs 2003–2004. Tydliga spår finns i terrängen där batteriet legat, och bryggan finns ännu kvar. En minnesskylt står uppställd i anslutning till bryggan och den visar hur batteriet var lokaliserat. Batteriet var en del av spärrbataljon Lysekil, vars huvudsyfte var att skydda inloppet till Brofjorden. Mobiliserande myndighet var Älvsborgs kustartilleriregemente i Göteborg. Området ägdes från 2007 till 2016 av Naturvårdsverket, men är sedan 2016 ett naturreservat som ägs av Lysekils kommun.